# Daddala avola
Daddala avola là một loài bướm đêm trong họ Erebidae.